# 尚卡尔·达亚尔·夏尔马
尚卡尔·达亚尔·夏尔马（1918年8月19日—1999年12月26日）是第9任印度总统（1992年－1997年）。